# Lauterstein (hrad)
Lauterstein je zřícenina hradu ve vesnici Niederlauterstein u Marienbergu v saském okrese Krušné hory. Založen byl ve druhé polovině dvanáctého století k ochraně obchodní stezky. Během třicetileté války v roce 1639 vyhořel a nebyl obnoven.

## Historie
Podle archeologických výzkumů v sedmdesátých letech dvacátého století byl hrad založen ve druhé polovině dvanáctého století. První písemná zmínka o něm pochází z roku 1304, kdy se po hradu psal Johannes z ministeriálního rodu Erdmannsdorfů. Úkolem hradu byla ostraha krušnohorské části obchodní stezky mezi Lipskem a Prahou.

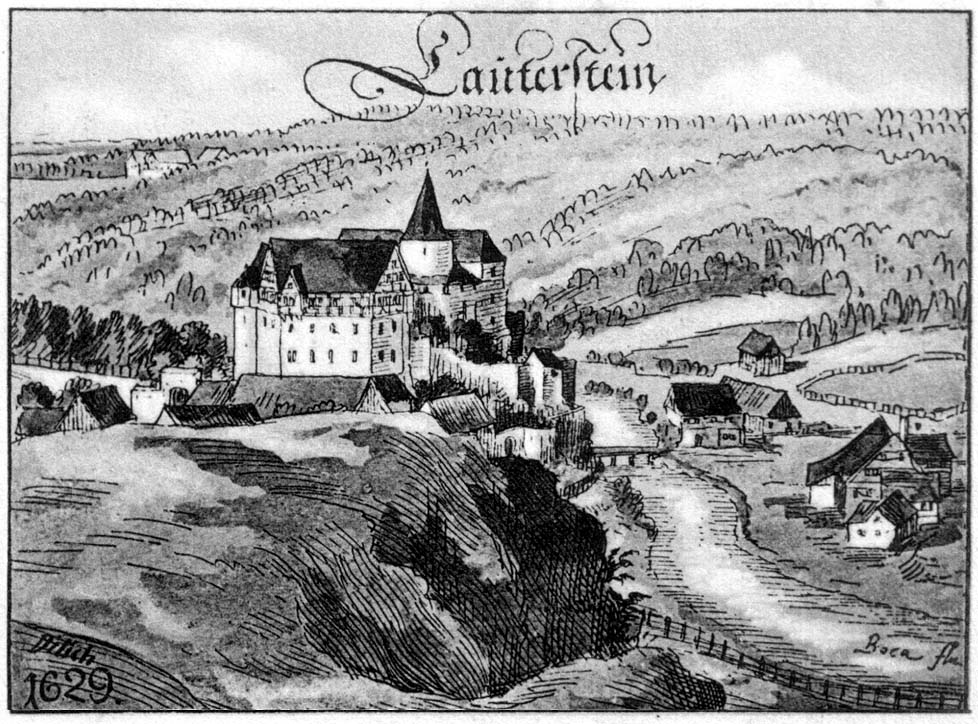
Vyobrazení hradu z roku 1629

Na začátku čtrnáctého století se majitelem hradu stal rod pánů z Schellenberga. Hrad vlastnili do roku 1323, kdy prohráli spor s klášterem Altzella, a markrabě Fridrich Chrabrý hrad a městečko Zöblitz věnoval purkrabím Albrechtovi z Altenburgu a Ottovi z Leisnigu.
V roce 1434 koupil lautersteinské panství za čtyři tisíce guldenů Kaspar von Berbisdorf, majitel řady krušnohorských dolů a hutí. Jeho potomci Bastian a Melchior roku 1497 panství rozdělili na dvě části (Oberlauterstein a Niederlauterstein). V roce 1530 hrad vyhořel, ale během několika let byl obnoven. Rodina Berbisdorfů o hrad přišla roku 1559, kdy jej musela přenechat za 107 784 guldenů kurfiřtovi Augustovi Saskému. Kurfiřt nechal hrad přestavět pro potřeby úředníků panství.

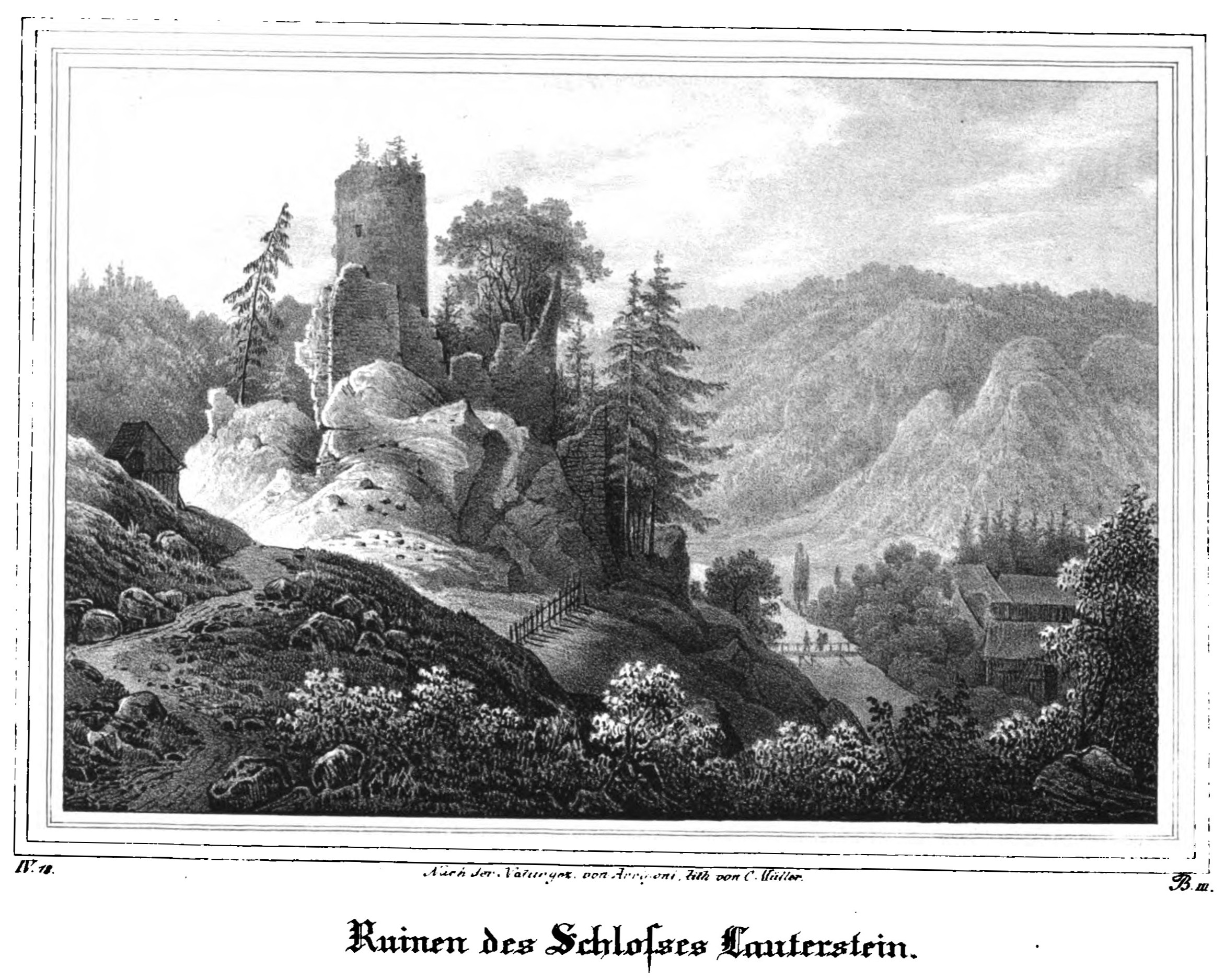
Zřícenina hradu v první polovině devatenáctého století

Podle místní tradice hrad 14. března 1639 zapálili tři švédští jezdci. Po požáru už hrad nebyl obnoven a postupně se změnil ve zříceninu. Správní sídlo panství se přesunulo do Marienbergu a později do Olbernhau a Zöblitz.

## Popis
Jádrem hradu byl částečně dochovaný okrouhlý bergfrit o průměru 8,5 metru, do něhož se vstupovalo portálkem ve výšce pěti metrů. Severovýchodně od něj stávala čtverhranná obytná věž, která nahradila starší palác s rozměry 12 × 6 metrů. Kulisová brána do hradního jádra bývala v jižní hradbě, která spojovala dvě palácová křídla. Severozápadní část hradu chránil parkán.